# Красильникова, Ксения Васильевна
Ксения Васильевна Красильникова (род. 18 июня 1991 года, Красноярск) — российская фигуристка, выступавшая в парном катании с Константином Безматерных. Пара стала чемпионами мира среди юниоров 2008 года.

## Карьера

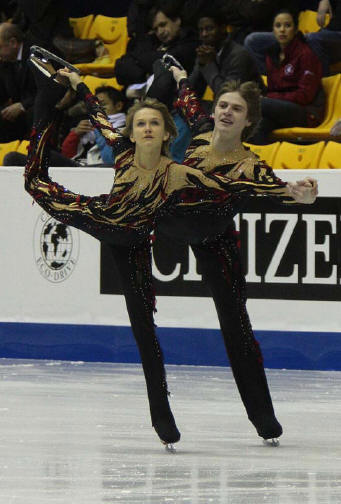
Ксения Красильникова и Константин Безматерных на финале юниорской серии Гран-при в 2008 году.

Ксения начала кататься на коньках в возрасте пяти лет. С Константином Безматерных она встала в пару в 2002 году. Тренировались они у Валентины и Валерия Тюковых в Перми.
Ксения и Константин дважды становились бронзовыми призёрами чемпионата мира среди юниоров (2006 и 2007 год), и наконец, в 2008 году завоевали чемпионский титул турнира.
В сезоне 2008—2009 Ксения и Константин совместно с тренерами приняли решение остаться ещё на год в «юниорах». Они победили на этапе Гран-при среди юниоров в Мексике, затем на этапе в Белоруссии стали четвёртыми, но всё равно прошли в финал серии. Во «взрослой» серии Гран-при пара была заявлена на этап в Китае, однако из-за травмы Ксении были вынуждены отказаться от выступления. К финалу юниорского Гран-при Ксения успела восстановиться и на этом турнире пара стала третьей. На чемпионате России 2009 они были только четвёртыми, проиграв Илюшечкиной и Майсурадзе борьбу за попадание в сборную на чемпионаты Европы и мира. В феврале 2009 года не слишком удачно выступили на Универсиаде — были шестыми (из семи участвующих пар).
Весь сезон 2009—2010, Ксения мучилась с травмой спины. Пара была вынуждена из-за этого сняться с двух из трёх турниров, в которых участвовала, в том числе и с чемпионата страны. Сразу после национального первенства стало известно, что Ксения Красильникова заканчивает спортивную карьеру.

## Спортивные достижения
| Соревнования/Сезон                       | 2004—2005 | 2005—2006 | 2006—2007 | 2007—2008 | 2008—2009 | 2009—2010 |
| ---------------------------------------- | --------- | --------- | --------- | --------- | --------- | --------- |
| Чемпионаты мира среди юниоров            |           | 3         | 3         | 1         |           |           |
| Чемпионаты России                        | 8         | 9         |           | 5         | 4         | WD        |
| Чемпионат России среди юниоров           |           |           | 1         | 1         |           |           |
| Этапы Гран-при: NHK Trophy               |           |           |           |           |           | 6         |
| Этапы Гран-при: Cup of Russia            |           |           |           | 5         |           |           |
| Nebelhorn Trophy                         |           |           |           |           |           | WD        |
| Зимние Универсиады                       |           |           |           |           | 6         |           |
| Финалы юниорского Гран-при               |           |           | 2         | 1         | 3         |           |
| Этап юниорского Гран-при, Мексика        |           |           |           |           | 1         |           |
| Этап юниорского Гран-при, Белоруссия     |           |           |           |           | 4         |           |
| Этап юниорского Гран-при, Великобритания |           |           |           | 2         |           |           |
| Этап юниорского Гран-при, Германия       |           |           |           | 3         |           |           |
| Этап юниорского Гран-при, Чехия          |           |           | 1         |           |           |           |
| Этап юниорского Гран-при, Тайвань        |           |           | 4         |           |           |           |
| Этап юниорского Гран-при, Япония         |           | 2         |           |           |           |           |
| Этап юниорского Гран-при, Хорватия       |           | 2         |           |           |           |           |
| Этап юниорского Гран-при, Белград        | 6         |           |           |           |           |           |
| Этап юниорского Гран-при, Франция        | 4         |           |           |           |           |           |

WD = снялись с соревнований